# Ксагнандо
Ксагнандо (грч. Ξάγναντο) је насељено место у општини Паранести у периферији Источна Македонија и Тракија, Грчка. Према попису из 2021. године било је 37 становника.
Ксагнандо је некада било турско село које је напуштено током Балканских ратова. Обновљено је 1923. године када је насељено 17 грчких избегличких породица, којих је на попису из 1928. године било 86. Село се раније звало Карши Чифлик.